# Örtfotblomfluga
Örtfotblomfluga (Platycheirus nielseni) är en tvåvingeart som beskrevs av John Richard Vockeroth 1990. Örtfotblomfluga ingår i släktet fotblomflugor, och familjen blomflugor. Arten är reproducerande i Sverige. Inga underarter finns listade i Catalogue of Life.